# Château de Lugans
Le château de Lugans est un château situé à Gaillac-d'Aveyron, en France.

## Localisation
Le château est situé sur la commune de Gaillac-d'Aveyron, dans le département français de l'Aveyron.

## Historique
Il appartenait jusqu'au XVIe à la famille Hérail, dont la dernière descendante épousa un membre de la famille de Carcassonne.
L'édifice est inscrit au titre des monuments historiques en 1986.